# Parlamentswahl in Indien 1984
Die Parlamentswahl in Indien 1984 fand am 24., 27. und 28. Dezember 1984 statt. Gewählt wurden insgesamt 514 Abgeordnete für die Lok Sabha, das gesamtindische Parlament. In den Bundesstaaten Assam und Punjab sowie in Mizoram (damals noch Unionsterritorium) konnte aufgrund der dortigen politischen Lage keine Wahl abgehalten werden. Eine Wahl in Assam und im Punjab fand erst im Folgejahr statt. Die Kongresspartei mit dem neuen Premierminister Rajiv Gandhi gewann die Wahl überzeugend und erreichte in der Lok Sabha eine 3/4-Mehrheit der Parlamentssitze.

## Vorgeschichte

### Unruhen in Assam und im Punjab

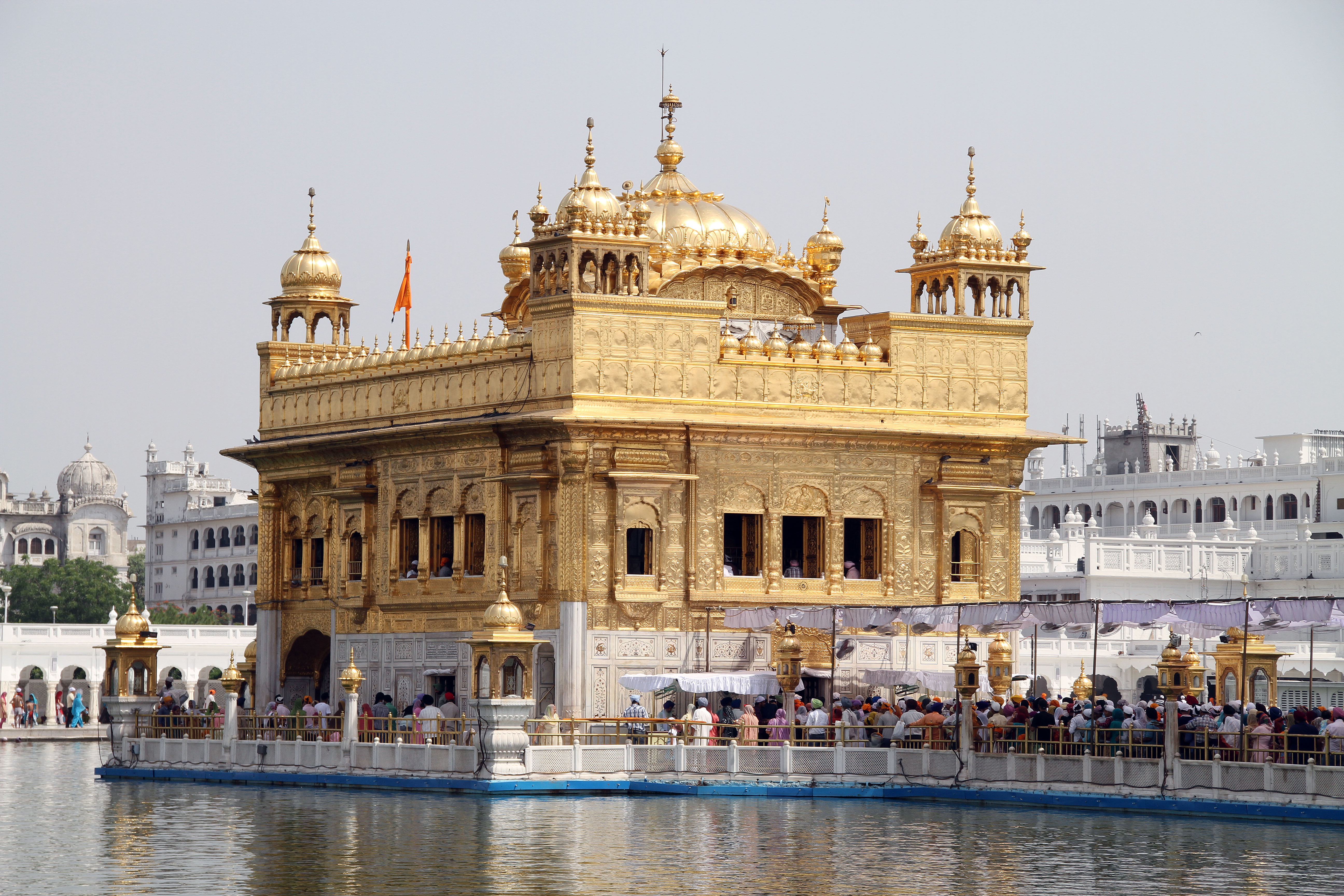
Der Goldene Tempel in Amritsar, Zentrum des Konflikts im Punjab

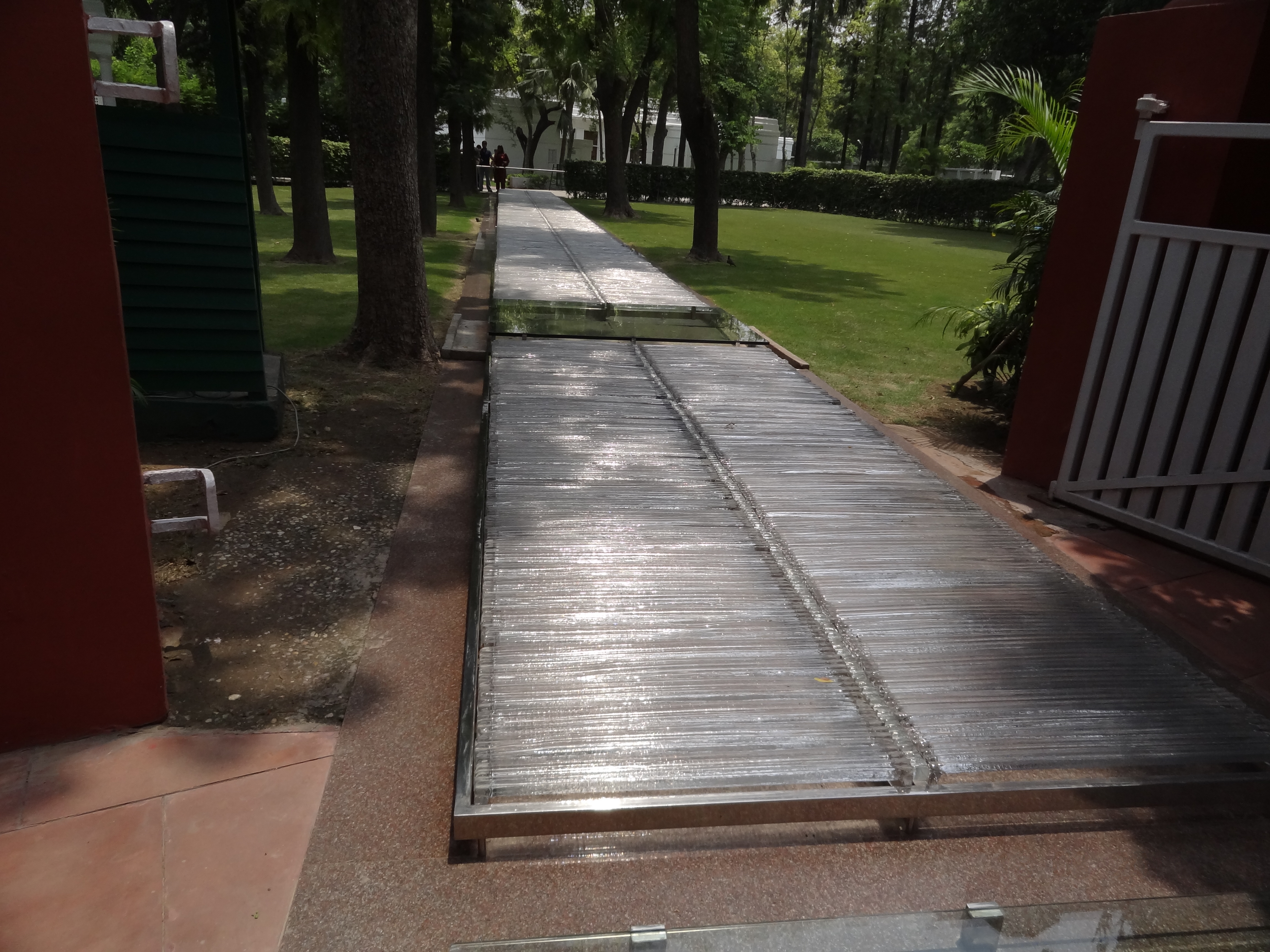
Path of Martyrdom – die Stelle im Garten der Residenz des Premierministers in Delhi, wo Indira Gandhi von ihren Sikh-Leibwächtern erschossen wurde

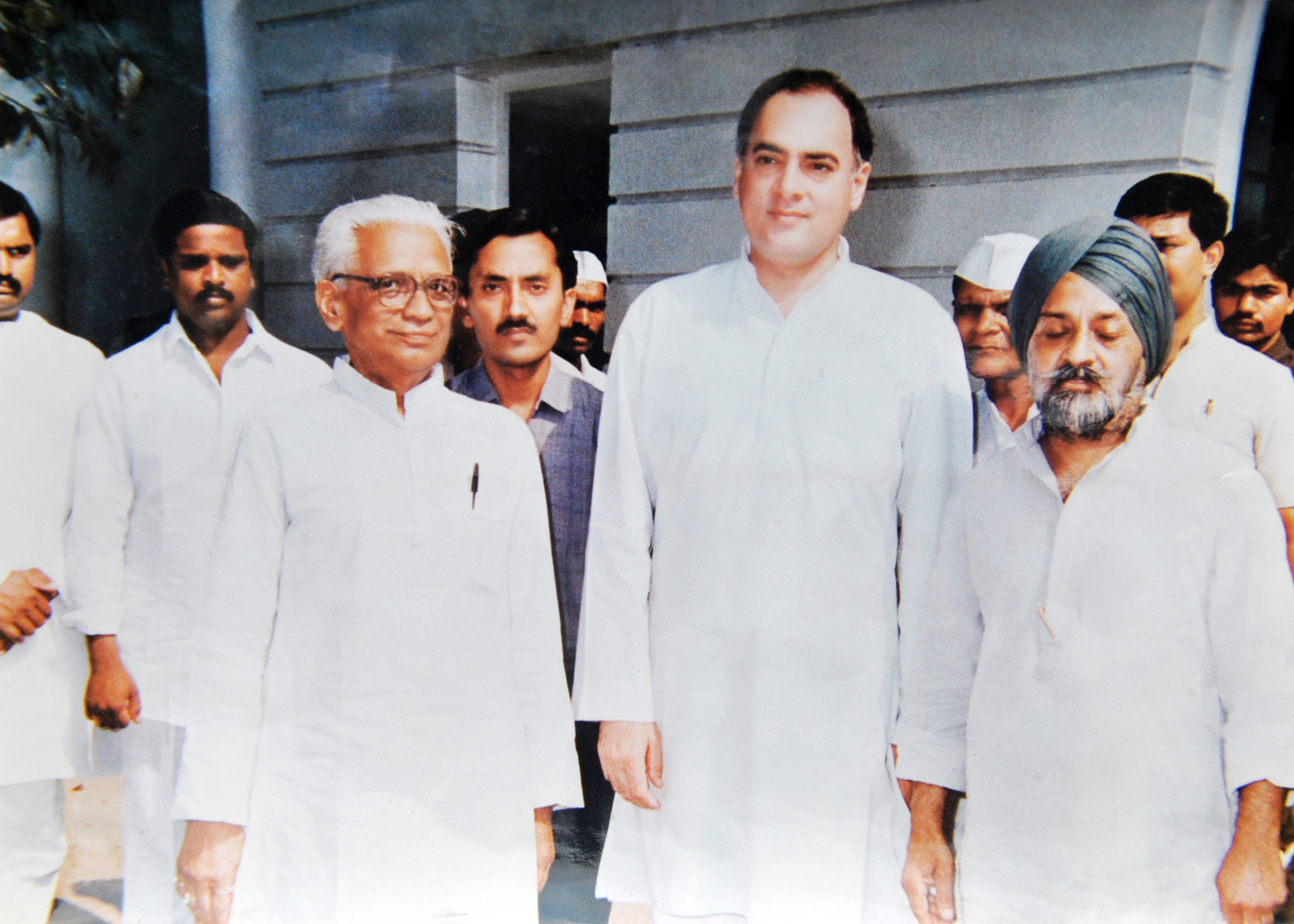
Rajiv Gandhi 1988 (zweiter von rechts)

Die vorangegangene Wahl 1980 hatte die Kongresspartei unter Indira Gandhi gewonnen. In der folgenden Zeit eskalierten unter Indiras Regierung zwei innenpolitische Probleme. Zum einen kam der Bundesstaat Assam nicht zur Ruhe. Dort waren Ende der 1970er Jahre ethnische Unruhen zwischen einheimischen Assamesen und Bergvölkern einerseits und zugewanderten, meist muslimischen Bengalen aus Bangladesch und auch dem Bundesstaat Westbengalen ausgebrochen. Die Assamesen fürchteten, durch die starke Zuwanderung aus Bengalen zur Minderheit im eigenen Land zu werden. Zum anderen fühlte man sich durch die Zentralregierung in Delhi wirtschaftlich vernachlässigt. Es entstand eine ethnisch-nationalistische Massenbewegung („Assam-Bewegung“), die versuchte, ihre Ziele mit Boykottaktionen und Aktionen des zivilen Ungehorsams durchzusetzen. Einzelne radikale Gruppen, wie die 1979 gegründete United Liberation Front of Asom (UFLA) wollten mit Terroranschlägen ein wirtschaftliches und politisches Chaos erzeugen und so die Unabhängigkeit Assams erzwingen. Die indische Regierung antwortete mit massivem Militär und Polizeieinsatz. Die andauernden Unruhen führen zu Hunderten Todesopfern unter der Zivilbevölkerung, ohne dass sich die Lage dauerhaft beruhigte.
Zum anderen waren im indischen Teil des Punjab religiös-nationalistische Bewegungen der Sikhs erstarkt. Die Wurzeln dieser Bewegung waren vielfältig. In den Anfängen war es ein Kampf um die Anerkennung der Panjabi-Sprache gegenüber dem Hindi und einer Anerkennung des Sikhismus als eigenständige Religion sowie ein Streben nach größerer regionaler Selbstverwaltung gewesen. Später spalteten sich radikale Fraktionen ab, deren Forderungen bis hin zur Errichtung eines eigenständigen Sikh-Staates Khalistan gingen. Zu einem politisch-religiösen Führer der radikaleren Fraktion wurde Jarnail Singh Bhindranwale. Er initiierte Massenkundgebungen, auf denen z. B. eine gerechtere Verteilung der Wasserressourcen im Punjab und eine Rückgliederung der Stadt Chandigarh (Unionsterritorium) in den Punjab gefordert wurde. Die Unruhen wurden auf Veranlassung von Indira Gandhi, die in der Bewegung eine Gefahr für die Einheit Indiens sah, mit Polizeigewalt unterdrückt, wobei es zu zahlreichen Todesopfern kam. Daraufhin eskalierte die Gewalt, die Anhänger Bhindranwales bewaffneten sich zunehmend und suchten im zentralen Sikh-Heiligtum, dem Goldenen Tempel von Amritsar Schutz. Der Tempel wurde durch die indische Armee belagert und schließlich im Rahmen der sogenannten Operation Blue Star am 3. bis 8. Juni 1984 gestürmt. Dabei kamen Bhindranwale, zahlreiche seiner Anhänger und viele unbeteiligte Sikh-Pilger (zusammen etwa 1.000 Personen), sowie 157 indische Soldaten ums Leben. Der Tempel selbst wurde durch Artilleriebeschuss schwer beschädigt, und anschließend auf Kosten der indischen Regierung wieder aufgebaut. Die Aktion hinterließ bei vielen Sikhs tiefen Eindruck, erzeugte Verbitterung und führte in den folgenden Jahren immer wieder zu terroristischen Aktionen militanter Sikhs.
Vor diesem Hintergrund kam es am 31. Oktober 1984 zur Ermordung Indira Gandhis in Delhi durch zwei ihrer Sikh-Leibwächter. Gegen die beiden waren Sicherheitsbedenken geäußert worden, aber Indira hatte ihre Entfernung aus ihrer Umgebung ausdrücklich abgelehnt. Bei Bekanntwerden des gewaltsame Todes der Premierministerin kam es zu unkontrollierten Gewaltausbrüchen im ganzen Land. Wütende Hindu-Mobs machten Jagd auf Sikhs, die anhand ihrer charakteristischen Tracht leicht zu identifizieren waren. Örtlich waren in Einzelfällen auch die lokalen Sicherheitskräfte mitbeteiligt. Einzelne Kongresspartei-Politiker wurden später beschuldigt, die Gewalt angeheizt zu haben. Die Zahl der Todesopfer dieser über vier Tage vom 1. bis 5. November 1984 anhaltenden Pogrom-artigen Gewalttaten betrug mehrere Tausend landesweit. Alleine in Delhi kamen 2.733 Sikhs zu Tode.

### Rajiv Gandhi
Der Tod Indira Gandhis traf die Führung der Kongresspartei völlig überraschend. Es gab keine konkreten Pläne hinsichtlich ihrer Nachfolge. Bei der Wahl 1980 war Indiras Sohn Sanjay Gandhi als Abgeordneter in die Lok Sabha gewählt worden. Er war in der Vergangenheit bereits Berater seiner Mutter gewesen und hatte, ohne ein offizielles politisches Amt zu bekleiden, als eine Art graue Eminenz ihre Politik beeinflusst. Daher war allgemein erwartet worden, dass Indira ihn zu ihrem Nachfolger aufbauen würde. Sanjay kam jedoch beim Absturz eines von ihm gesteuerten Flugzeuges am 23. Juni 1980 ums Leben. Daraufhin wurde der andere Sohn Indiras, Rajiv Gandhi überredet, in der Nachwahl für den nunmehr vakant gewordenen Parlamentssitz seines Bruders im Wahlkreis Amethi in Uttar Pradesh anzutreten. Er gewann die Wahl. Es war jedoch an die Öffentlichkeit gedrungen, dass sich Rajiv nur mit Widerwillen in die Politik begeben hatte, da er ganz in seinem Beruf als Pilot aufging. Andererseits geriet ihm dies auch zu Vorteil, da er als noch von der Politik „unverbraucht“ und nicht korrumpiert angesehen wurde.
Als Indiras Tod feststand, wurde Rajiv von führenden Kongresspartei-Politikern gedrängt, ihre Nachfolge anzutreten. Er akzeptierte und wurde am 31. Oktober 1984 von Präsident Giani Zail Singh zum Premierminister ernannt. Rajiv war sich bewusst, dass er damit noch keine wirkliche demokratische Legitimation für dieses Amt hatte, und auf seine Veranlassung hin wurde die Auflösung der Lok Sabha und die Ausschreibung von Neuwahlen für den Dezember bekanntgegeben.

## Wahlkampf
Am 13. November wurden die Wahltermine bekanntgegeben und der Wahlkampf begann einen Tag später. Die Kongresspartei konnte von einem Sympathiebonus profitieren. Während Indira Gandhi zu Lebzeiten als Landesmutter nicht nur verehrt, sondern auch gefürchtet worden war, zeigte sich indische Gesellschaft von ihrem gewaltsamen Tod erschüttert. Zudem konnte die Kongresspartei mit Rajiv Gandhi einen jungen, noch unverbraucht erscheinenden Führer ins Feld führen. Rajiv Gandhi versprach den Neuanfang und war als Newcomer auch in der Lage, sich von früheren Auswüchsen der Kongresspartei-Politik zu distanzieren. Die Opposition war zersplittert und schaffte es weder im linken, noch im rechten Spektrum, ein gemeinsames Wahlbündnis zu formieren.
Die Janata Party wurde von Chandra Shekhar geführt, während der 82-jährige Charan Singh die Lok Dal anführte. Neu auf der politischen Bühne waren die 1980 gegründete hindu-nationalistische Bharatiya Janata Party (BJP), deren prominentester Exponent Atal Bihari Vajpayee war, sowie die 1982 gegründete Telugu Desam Party (TDP) unter N. T. Rama Rao im südindischen Andhra Pradesh. Die TDP hatte schon im Folgejahr nach ihrer Gründung die Wahlen zum Parlament von Andhra Pradesh, das bis dahin ganz von der Kongresspartei dominiert worden war, gewonnen. N. T. Rama Rao wurde daraufhin Chief Minister von Andhra Pradesh. Die BJP war als eine Abspaltung der Janata Party gegründet worden. Ihre Vorläufer lagen in der schon 1951 gegründeten Bharatiya Jana Sangh, die 1977 in der Janata Party aufgegangen war. Die BJP stellte in den meisten indischen Bundesstaaten Kandidaten auf.

## Wahlmodus
Die Wahl fand, wie auch alle vorangegangenen Wahlen nach dem relativen Mehrheitswahlrecht in Einzelwahlkreisen statt.
In den 13 Wahlkreisen des Punjab und den 14 Wahlkreisen Assams sowie in Mizoram fand keine Wahl statt, so dass nur insgesamt 514 statt 542 Abgeordnete gewählt wurden. Die Wahlkreisgrenzen waren im Jahr 1976 durch die Delimitation Commission of India aufgrund der Volkszählung 1971 festgelegt worden.
Insgesamt kandidierten 5.301 Kandidaten aus 46 registrierten Parteien. Aufgrund der winterlichen Witterung musste die Wahl in einigen Himalaya-Wahlkreisen verschoben werden.
| Bundesstaat oder Unionsterritorium | Wahl- berechtigte | Wähler      | Wahl- beteiligung | Ungültige Stimmen | Zahl der Wahllokale |
| ---------------------------------- | ----------------- | ----------- | ----------------- | ----------------- | ------------------- |
| Andhra Pradesh                     | 33.546.487        | 23.136.116  | 68,97 %           | 2,28 %            | 43.063              |
| Arunachal Pradesh                  | 319.049           | 240.762     | 75,46 %           | 5,90 %            | 1.153               |
| Bihar                              | 43.341.090        | 25.484.520  | 58,80 %           | 1,83 %            | 56.552              |
| Goa, Daman und Diu                 | 586.656           | 421.257     | 71,81 %           | 3,01 %            | 797                 |
| Gujarat                            | 18.843.760        | 10.916.331  | 57,93 %           | 3,10 %            | 23.125              |
| Haryana                            | 7.725.946         | 5.163.799   | 66,84 %           | 1,75 %            | 9.577               |
| Himachal Pradesh                   | 2.314.024         | 1.422.000   | 61,45 %           | 1,91 %            | 4.129               |
| Jammu und Kashmir                  | 3.400.010         | 2.258.113   | 66,41 %           | 3,10 %            | 5.349               |
| Karnataka                          | 21.102.484        | 13.857.272  | 65,67 %           | 2,53 %            | 30.149              |
| Kerala                             | 14.276.072        | 11.011.029  | 77,13 %           | 1,07 %            | 15.407              |
| Madhya Pradesh                     | 28.143.638        | 16.190.117  | 57,53 %           | 3,71 %            | 33.928              |
| Maharashtra                        | 36.359.537        | 22.451.250  | 61,75 %           | 2,78 %            | 43.649              |
| Manipur                            | 1.014.071         | 869.614     | 85,75 %           | 3,27 %            | 1.486               |
| Meghalaya                          | 751.283           | 409.212     | 54,47 %           | 2,41 %            | 1.218               |
| Mizoram                            | 255.676           | –           | –                 | –                 | 770                 |
| Nagaland                           | 594.062           | 394.820     | 66,46 %           | 1,61 %            | 1.116               |
| Orissa                             | 14.943.456        | 8.407.165   | 56,26 %           | 2,86 %            | 19.720              |
| Rajasthan                          | 20.117.285        | 11.465.051  | 56,99 %           | 2,41 %            | 25.967              |
| Sikkim                             | 149.256           | 86.024      | 57,64 %           | 3,93 %            | 225                 |
| Tamil Nadu                         | 30.958.080        | 22.591.943  | 72,98 %           | 4,33 %            | 39.559              |
| Tripura                            | 1.208.967         | 934.814     | 77,32 %           | 1,78 %            | 1.668               |
| Uttar Pradesh                      | 62.335.043        | 34.788.786  | 55,81 %           | 2,03 %            | 74.744              |
| Westbengalen                       | 32.955.643        | 25.907.790  | 78,61 %           | 1,99 %            | 40.977              |
| Andamanen und Nikobaren            | 115.565           | 91.093      | 78,82 %           | 2,33 %            | 257                 |
| Chandigarh                         | 229.291           | 158.050     | 68,93 %           | 1,21 %            | 278                 |
| Dadra und Nagar Haveli             | 54.066            | 40.331      | 74,60 %           | 4,84 %            | 67                  |
| Delhi                              | 3.496.781         | 2.254.869   | 64,48 %           | 1,37 %            | 4.066               |
| Lakshadweep                        | 21.964            | 19.105      | 86,98 %           | 0,43 %            | 27                  |
| Pondicherry                        | 381.366           | 275.654     | 72,28 %           | 1,77 %            | 489                 |
| Gesamt                             | 379.540.608       | 241.246.887 | 63,56 %           | 2,51 %            | 479.512             |

1. ↑  Die indische Wahlkommission listet für die Wahl 1984 keine Ergebnisse für Mizoram auf. Eine Wahl hat dort vermutlich nicht stattgefunden.

## Ergebnisse

1. Kongresspartei
2. Kommunisten und Linkssozialisten
3. Andere

Zusammensetzung der neu gewählten Lok Sabha (Farbgebung wie oben), Kleinparteien ohne Farbe sind von der Sitzordnung den Parteien zugeordnet, die sie unterstützen, soweit bekannt. Zwei Abgeordnete werden durch den Staatspräsidenten ernannt.
1. Kongresspartei: 404
2. Kommunistische und linkssozialistische Parteien: 34
3. Alle anderen: 76
4. Nominierte: 2

### Gesamtergebnis
Landesweit erzielte die Kongresspartei mit 49,1 % der Stimmen und 404 von 514 Wahlkreismandaten (78,6 %) das beste Ergebnis ihrer gesamten Parteigeschichte. Der Wahlsieg war für die anderen Parteien geradezu erdrückend. Nur in sechs Bundesstaaten spielten andere Parteien noch eine nennenswerte Rolle: in Westbengalen und Tripura (hier dominierten die kommunistischen Parteien), in Jammu und Kashmir (hier erlangte die National Conference drei der sechs Mandate), in Tamil Nadu (hier gewannen die beiden Tamilenparteien DMK und AIADMK 14 der 39 Mandate), in Kerala (hier kamen andere Parteien auf sieben der 20 Mandate) und in Andhra Pradesh (hier dominierte die Telugu Desam Party (TDP)). Die Haupt-Oppositionsparteien der letzten Wahl, die Janata Party und die Lok Dal, wurden zu kleinen Splitterparteien reduziert. Der Indian National Congress (Urs), der bei der letzten Wahl noch 5,3 % der Stimmen erhalten hatte und sich inzwischen in Indian Congress (Socialist) umbenannt hatte, erhielt nur noch 1,52 % der Stimmen und 4 Mandate.
Die zwei neu gegründeten Oppositionsparteien TDP und Bharatiya Janata Party (BJP) erreichten bemerkenswerte Ergebnisse: die TDP wurde mit 30 Wahlkreismandaten zur stärksten Oppositionspartei in der Lok Sabha und die BJP wurde mit einem Stimmenanteil von 7,7 % zur nach Stimmenanteil stärksten Oppositionspartei. Aufgrund des Mehrheitswahlrechts konnte die BJP diesen Erfolg allerdings nicht in Mandate umsetzen und gewann nur insgesamt zwei Wahlkreise in Gujarat und Andhra Pradesh.
| Partei                                   | Kürzel                                | Stimmen     | Stimmen | Stimmen  | Sitze | Sitze | Sitze   |
| Partei                                   | Kürzel                                | Zahl        | %       | +/-      | Zahl  | +/-   | %       |
| ---------------------------------------- | ------------------------------------- | ----------- | ------- | -------- | ----- | ----- | ------- |
| Indischer Nationalkongress               | INC                                   | 115.478.267 | 49,20 % | ▲6,51 %  | 404   | ▲51   | 78,6 %  |
| Bharatiya Janata Party                   | BJP                                   | 18.202.853  | 7,74 %  | (neu)    | 2     | (neu) | 0,4 %   |
| Janata Party                             | JNP                                   | 16.210.514  | 6,89 %  | ▼12,08 % | 10    | ▼21   | 2,0 %   |
| Lok Dal                                  | LKD                                   | 14.040.064  | 5,97 %  | ▼3,42 %  | 3     | ▼38   | 0,6 %   |
| Communist Party of India (Marxist)       | CPM                                   | 13.809.950  | 5,87 %  | ▼0,37 %  | 22    | ▼15   | 4,3 %   |
| Telugu Desam Party                       | TDP                                   | 10.132.859  | 4,31 %  | (neu)    | 30    | (neu) | 4,3 %   |
| Communist Party of India                 | CPI                                   | 6.363.430   | 2,71 %  | ▲0,22 %  | 6     | ▼4    | 1,2 %   |
| Dravida Munnetra Kazhagam                | DMK                                   | 5.695.179   | 2,42 %  | ▲0,28 %  | 2     | ▼14   | 0,4 %   |
| All India Anna Dravida Munnetra Kazhagam | AIADMK                                | 3.968.967   | 1,69 %  | ▼0,67 %  | 12    | ▲10   | 2,3 %   |
| Indian Congress (Socialist)              | IC(S)                                 | 3.577.377   | 1,52 %  | ▼3,76 %  | 4     | ▼9    | 0,8 %   |
| Revolutionary Socialist Party            | RSP                                   | 1.173.869   | 0,5 %   | ▼0,15 %  | 3     | ▼1    | 0,6 %   |
| Indian National Congress (Jagjivan)      | INC(J)                                | 1.511.515   | 0,64 %  | (neu)    | 1     | (neu) | 0,2 %   |
| All India Forward Bloc                   | AIFB                                  | 1.055.556   | 0,45 %  | ▼0,06 %  | 2     | ▼1    | 0,4 %   |
| Jammu & Kashmir National Conference      | JKNC                                  | 1.010.243   | 0,43 %  | ▲0,17 %  | 3     | ▬     | 0,6 %   |
| Muslim League                            | MUL                                   | 658.821     | 0,28 %  | ▬        | 2     | ▬     | 0,4 %   |
| Kerala Congress (J)                      | KEC(J)                                | 598.113     | 0,25 %  | (neu)    | 2     | (neu) | 0,4 %   |
| Doordarshi Party                         | DDP                                   | 508.426     | 0,22 %  | (neu)    | 0     | (neu) | 0,0 %   |
| Peasants and Workers Party of India      | PWP                                   | 463.963     | 0,20 %  | ▲0,04 %  | 1     | ▲1    | 0,2 %   |
| Unabhängige                              | Unab.                                 | 18.623.803  | 7,92 %  | ▲1,49 %  | 5     | ▼4    | 1,0 %   |
| Alle anderen Parteien                    |                                       | 2.100.440   | 0,89 %  | ▼0,68 %  | 0     | ▼5    | 0 %     |
| Gültige Stimmen                          | Gültige Stimmen                       | 235.184.209 | 100,0 % | ▬        | 514   | ▼15   | 100,0 % |
| Registrierte Wähler / Wahlbeteiligung    | Registrierte Wähler / Wahlbeteiligung | 379.540.608 | 63,56 % |          |       |       |         |
| Quelle: Election Commission of India     |                                       |             |         |          |       |       |         |

1. 1 2  Bei den Sitz-Gewinnen und -Verlusten ist zu berücksichtigen, dass landesweit nur in 514 der 542 Wahlkreise eine Wahl stattfand. Bei der letzten Wahl im Jahr 1980 wurde in 529 Wahlkreisen gewählt.
2. 1 2  Die BJP wurde 1980 gegründet.
3. 1 2  Die TDP wurde 1982 gegründet.
4. 1 2  Der IC(S) entstand 1981 durch Umbenennung aus dem Indian National Congress (Urs). Hier sind die Wahlergebnisse der beiden verglichen.
5. 1 2  Der INC(J) entstand 1981 als Abspaltung vom Indian National Congress (Urs).

### Ergebnis nach Bundesstaaten und Unionsterritorien
Die folgende Tabelle listet die gewonnenen Wahlkreise je nach Bundesstaat/Unionsterritorium auf.
| Bundesstaat             | Sitze | Kongress- partei | Kommunist./ linkssoz. Parteien | Andere                             |
| ----------------------- | ----- | ---------------- | ------------------------------ | ---------------------------------- |
| Andamanen und Nikobaren | 1     | INC 1            |                                |                                    |
| Andhra Pradesh          | 42    | INC 6            | CPI 1 CPM 1                    | TDP 30 JNP 1 BJP 1 IC(S) 1 Unab. 1 |
| Arunachal Pradesh       | 2     | INC 2            |                                |                                    |
| Bihar                   | 54    | INC 48           | CPI 2                          | JNP 1 LKD 1 INC(J) 1 Unab. 1       |
| Chandigarh              | 1     | INC 1            |                                |                                    |
| Dadra und Nagar Haveli  | 1     |                  |                                | Unab. 1                            |
| Delhi                   | 7     | INC 7            |                                |                                    |
| Goa, Daman und Diu      | 2     | INC 2            |                                |                                    |
| Gujarat                 | 26    | INC 24           |                                | BJP 1 JNP 1                        |
| Haryana                 | 10    | INC 10           |                                |                                    |
| Himachal Pradesh        | 4     | INC 4            |                                |                                    |
| Jammu und Kashmir       | 6     | INC 3            |                                | JKNC 3                             |
| Karnataka               | 28    | INC 24           |                                | JNP 4                              |
| Kerala                  | 20    | INC 13           | CPM 1                          | IC(S) 1 MUL 2 KEC(J) 2 JNP 1       |
| Lakshadweep             | 1     | INC 1            |                                |                                    |
| Madhya Pradesh          | 40    | INC 40           |                                |                                    |
| Maharashtra             | 48    | INC 43           |                                | IC(S) 2 JNP 1 PWP 1 Unab. 1        |
| Manipur                 | 2     | INC 2            |                                |                                    |
| Meghalaya               | 2     | INC 2            |                                |                                    |
| Mizoram                 | 1     |                  |                                |                                    |
| Nagaland                | 1     | INC 1            |                                |                                    |
| Orissa                  | 21    | INC 20           |                                | JNP 1                              |
| Pondicherry             | 1     | INC 1            |                                |                                    |
| Rajasthan               | 25    | INC 25           |                                |                                    |
| Sikkim                  | 1     |                  |                                | Unab. 1                            |
| Tamil Nadu              | 39    | INC 25           |                                | AIADMK 12 DMK 2                    |
| Tripura                 | 2     |                  | CPM 2                          |                                    |
| Uttar Pradesh           | 85    | INC 83           |                                | LKD 2                              |
| Westbengalen            | 42    | INC 16           | CPM 18 CPI 3 RSP 3 AIFB 2      |                                    |

## Nach der Wahl
Mit der erreichten stabilen Mehrheit konnte sich Rajiv Gandhi demokratisch legitimiert fühlen und sein Kabinett ohne Koalitionspartner nur aus Mitgliedern der Kongresspartei zusammenstellen. Die Regierung Rajiv Gandhis hielt bis zum regulären Ende der Legislaturperiode im Jahr 1989. Im Jahr 1985 wurden auch die Wahlen in den Bundesstaaten Assam und Punjab nachgeholt.